# بلاروس ۲۱۷۰
سیارک ۲۱۷۰ (به انگلیسی: 2170 Byelorussia، نامگذاری:1971SZ) دو هزار و صد و هفتادمین سیارک کشف شده‌است که در ۱۶ سپتامبر ۱۹۷۱ کشف شد.
قدر مطلق سیارک برابر ۱۳٫۹۰ است.